# Bramley (pomme)
Pour les articles homonymes, voir Bramley.

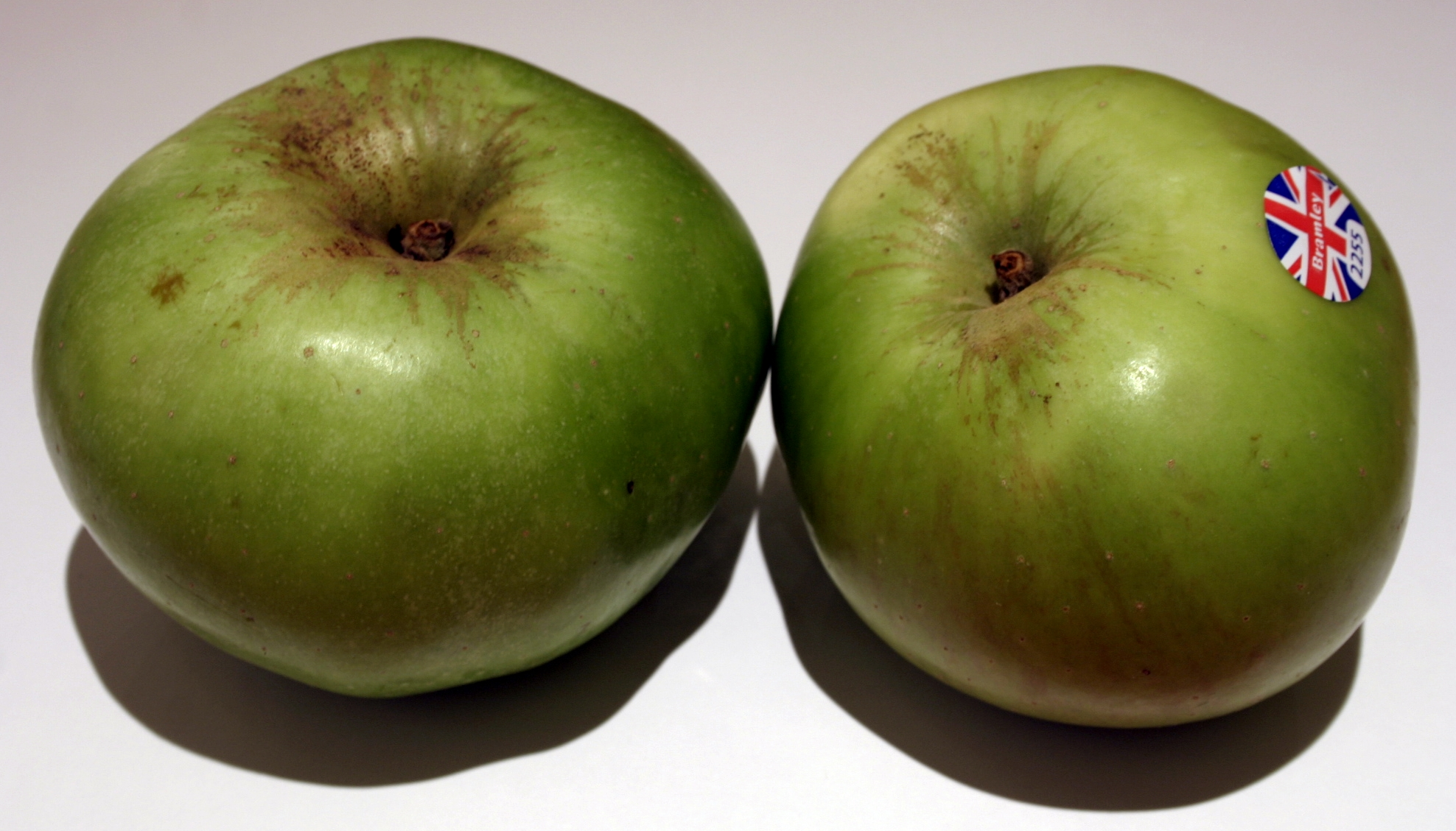
Pommes Bramley de Nottinghamshire

La Bramley (Malus domestica 'Bramley's Seedling') est une variété de pomme.

## Description
Les pommiers 'Bramley's Seedling' sont grands, vigoureux, ont tendance à s'étaler et vivent longtemps. Ils tolèrent un terrain ombragé. 
Les fruits sont de grande taille : deux ou trois fois le poids de la pomme classiquement donnée en dessert, comme la Granny Smith. Les amateurs de pâtisserie utilisent la formule « une pomme, une tarte » pour souligner la taille du fruit.
Les fruits sont plats, d'un vert vif brillant qui tourne au rouge quand il est exposé au soleil direct. L'arbre est résistant aux maladies comme l'oïdium ou la tavelure et vient bien en forme haute tige plantée dans un terrain lourd. C'est une variété triploïde, de production importante et régulière. Elle nécessite donc un pollinisateur. Le cultivar a reçu de nombreux prix et détient régulièrement la récompense du « Gardent Merit » de la Royal Horticultural Society.

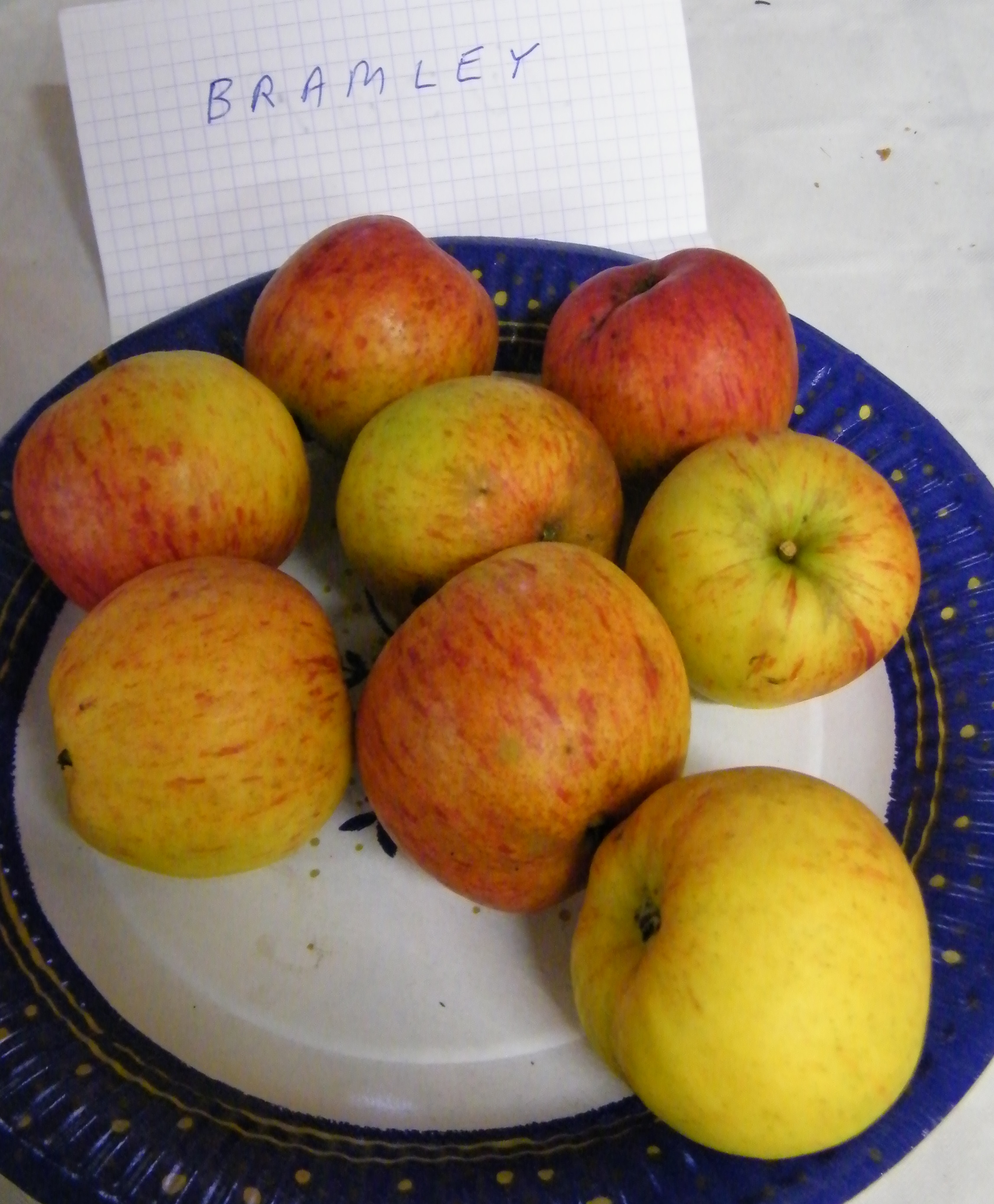
Bramley bien mûres.

## Histoire

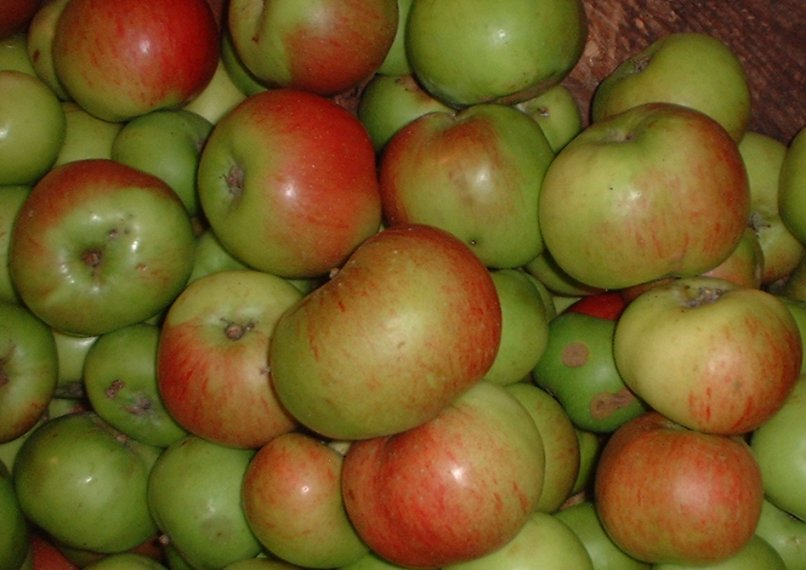
Pommes 'Bramley' produites en Colombie-Britannique, au Canada.

Le premier arbre est issu d'un semis chanceux de pépins réalisé par Mary Ann Brailsford, alors qu'elle était toute jeune fille, dans son jardin de Southwell, Nottinghamshire, au Royaume-Uni, en 1809. Un boucher local, Matthew Bramley, en continua la culture en 1846, il donna son nom à la variété.
Une plaque bleue, sur la maison de Southwell, commémore l'origine de la pomme. En  2009, un vitrail est installé à la cathédrale de Southwell pour le 200e anniversaire de la plantation de l'arbre.

## Cuisson
Le fruit convient parfaitement pour les tartes, compotes, salades, crumbles et autres desserts. La pomme est aussi utilisée avec bonheur pour la fabrication du cidre et tout un tas d'autres applications.
Les pommes 'Bramley's Seedling' sont réputées pour la production de gelées de couleur claire.